# Инспектор Винко
Инспектор Винко је југословенска телевизијска серија снимљена 1984. године у продукцији ТВ Загреб.

## Епизоде
| Сезона | Епизода | Назив                   | Датум             |
| ------ | ------- | ----------------------- | ----------------- |
| 1      | 1       | Позлаћено теле          | 2.децембра 1984.  |
| 1      | 2       | Орхидеја                | 9.децембра 1984.  |
| 1      | 3       | Маслац и гитаре         | 16.децембра 1984. |
| 1      | 4       | Радни људи воле ногомет | 23.децембра 1984. |
| 1      | 5       | Господин Јанковић       | 30.децембра 1984. |
| 1      | 6       | Потражите друга Пуха    | 6. јануара 1985.  |
| 1      | 7       | Сокол нас је волио      | 13. јануара 1985. |
| 1      | 8       | Треба се покренути      | 20. јануара 1985. |

## Улоге
| Глумац             | Улога                             |
| ------------------ | --------------------------------- |
| Ивица Видовић      | Винко (8 еп. 1984-1985)           |
| Зоја Одак          | Бланка (8 еп. 1984-1985)          |
| Марио Вук          | мали Марко (8 еп. 1984-1985)      |
| Марија Кон         | Елза Чавлек (8 еп. 1984-1985)     |
| Јагода Антунац     | Боса (8 еп. 1984-1985)            |
| Мустафа Надаревић  | Петар (8 еп. 1984-1985)           |
| Гордана Јоветић    | Маја (7 еп. 1984-1985)            |
| Реља Башић         | Тајник Жмегац (7 еп. 1984-1985)   |
| Божидар Орешковић  | Клемпо (7 еп. 1984-1985)          |
| Перица Мартиновић  | Сузана (7 еп. 1984-1985)          |
| Лела Маргитић      | Ивона (6 еп. 1984-1985)           |
| Смиљка Бенцет      | Тајница Маца (6 еп. 1984-1985)    |
| Круно Валентић     | Господин Цавлек (5 еп. 1984-1985) |
| Радослав Спицмилер | Гњаватор (5 еп. 1984-1985)        |
| Сања Фућкан        | Тања (5 еп. 1984-1985)            |
| Фрањо Мајетић      | Предсједник (4 еп. 1984-1985)     |
| Фрањо Јурчец       | Морт (4 еп. 1984-1985)            |
| Жарко Поточњак     | Чапља (3 еп. 1984-1985)           |
| Младен Шермент     | Референт Штеф (3 еп. 1984)        |

 Остале улоге ▼
| Глумац             | Улога                                        |
| ------------------ | -------------------------------------------- |
| Вида Јерман        | Конобарица (3 еп. 1984-1985)                 |
| Мелита Јеленић     | (3 еп. 1984-1985)                            |
| Бранка Стрмац      | Госпођа Мелита (2 еп. 1984-1985)             |
| Томислав Липљин    | Коњушар (2 еп. 1985)                         |
| Предраг Петровић   | Поштар (2 еп. 1985)                          |
| Љубо Капор         | Друг Мате (1 еп. 1984)                       |
| Вања Драх          | Друг Пух (1 еп. 1985)                        |
| Бранка Цвитковић   | (1 еп. 1984)                                 |
| Мартин Сагнер      | Мајстор Север (1 еп. 1984)                   |
| Жељко Вукмирица    | Рокер (1 еп. 1984)                           |
| Марија Данира      | Жужи (1 еп. 1984)                            |
| Едо Перочевић      | Тренер (1 еп. 1984)                          |
| Ђорђе Рапајић      | Рокер (1 еп. 1984)                           |
| Фабијан Шоваговић  | Господин Јанковицс (1 еп. 1984)              |
| Марија Гемл        | Хрцковка (1 еп. 1984)                        |
| Звонимир Торјанац  | Тица (1 еп. 1984)                            |
| Звонко Лепетић     | Купац (1 еп. 1984)                           |
| Драган Миливојевић | Мићо (1 еп. 1984)                            |
| Данко Љуштина      | Пријатељ из Ђакова (1 еп. 1985)              |
| Јагода Краљ        | Госпођа у чекаоници (1 еп. 1985)             |
| Дамир Мејовшек     | Угоститељ (1 еп. 1984)                       |
| Отокар Левај       | Обртник (1 еп. 1985)                         |
| Јадранка Матковић  | Повратница из Њемачке (1 еп. 1985)           |
| Нада Абрус         | Продавачица у бутику Орхидеја (1 еп. 1984)   |
| Људевит Галић      | Станчић (1 еп. 1984)                         |
| Звонимир Јурић     | Друг из порезне службе (1 еп. 1984)          |
| Зорко Рајчић       | Члан управе клуба (1 еп. 1984)               |
| Владимир Ковачић   | Повратник из Њемачке (1 еп. 1985)            |
| Антун Тудић        | Полицијски инспектор (1 еп. 1985)            |
| Зденка Хершак      | Гђа која купује хаљину у бутику (1 еп. 1984) |
| Мато Јелић         | Предсједник клуба (1 еп. 1984)               |
| Миа Оремовић       | Рачуновоткиња (1 еп. 1984)                   |
| Славко Јурага      | Полицајац (1 еп. 1985)                       |
| Марија Алексић     | Гђа у реду испред дућана (1 еп. 1984)        |
| Елизабета Кукић    | Рачуновоткиња (1 еп. 1984)                   |
| Иван Ловричек      | Члан управе клуба (1 еп. 1984)               |
| Зоран Блажевић     | (1 еп. 1985)                                 |
| Зијад Грачић       | Зоки (1 еп. 1984)                            |
| Антун Налис        | Директор (1 еп. 1984)                        |
| Зденка Трах        | Гђа у реду испред дућана (1 еп. 1984)        |
| Мирјана Жугец      | (1 еп. 1985)                                 |
| Ивона Грунбаум     | Текстилна радница (1 еп. 1984)               |
| Данило Попржен     | Достављач (1 еп. 1984)                       |
| Вишња Бабић        | Тајница (1 еп. 1984)                         |
| Рикард Брзеска     | Радник у радиони (1 еп. 1984)                |
| Славко Бранков     | Радник у радиони (1 еп. 1984)                |
| Бранимир Видић     | Радник у радиони (1 еп. 1984)                |
| Борис Михољевић    | Друг Шкарица (1 еп. 1984)                    |

Комплетна ТВ екипа ▼
| Редитељ              | Крешимир Голик  | (8 еп. 1984—1985)                         |
| Сценариста           | Крешимир Голик  | (8 еп. 1984—1985)                         |
| Сценариста           | Жељко Сенечић   | (8 еп. 1984—1985)                         |
| Композитор           | Живан Цвитковић | (8 еп. 1984—1985)                         |
| Директор фотографије | Драгутин Новак  | (8 еп. 1984—1985)                         |
| Монтажер             | Јасна Фулгоси   | (непознат број епизода)                   |
| Сценограф            | Жељко Сенечић   | (8 еп. 1984—1985)                         |
| Костимограф          | Ванда Нинић     | (8 еп. 1984—1985)                         |
| Помоћник режије      | Драго Бахун     | помоћник редитеља (непознат број епизода) |
| Одсек за звук        | Константин Ћук  | тонски сарадник (непознат број епизода)   |